# Coupe de France de football 2009-2010
 (juillet 2018).
Navigation
Coupe de France 2008-2009 Coupe de France 2010-2011
La Coupe de France de football 2009-2010 est la 93e édition de la Coupe de France, une compétition à élimination directe mettant aux prises des clubs de football amateurs et professionnels à travers la France. Elle est organisée par la Fédération française de football (FFF) et ses ligues régionales. Ce sont 7 317 clubs qui participent à la compétition, laquelle se déroule d'août 2009 à mai 2010.
L'En Avant Guingamp, club de Ligue 2, est le tenant du titre. La coupe est remportée par le Paris Saint-Germain FC qui s'impose en finale 1-0 après prolongation face à l'AS Monaco FC.

## Déroulement de la compétition
Le système est le même que celui utilisé les années précédentes.

## Calendrier
Les tours régionaux sont organisés par les ligues régionales qui, selon le nombre de places qui leur sont attribuées au septième tour, peuvent organiser un tour préliminaire. Elles gèrent l'arrivée des équipes de quatrième et cinquième niveaux, aux premier et deuxième tour.
L'En Avant Guingamp, étant en Ligue 2, profite de la protection du tenant du titre et commence la compétition en trente-deuxièmes de finale, non au septième tour.
| Tour                                                                | Nom                                  | Dates retenues           | Équipes participantes | Équipes gagnantes |
| 0                                                                   | Tour préliminaire (éventuel)         | selon les ligues         | 454                   | 227               |
| 1                                                                   | Premier tour                         | selon les ligues         |                       |                   |
| 2                                                                   | Deuxième tour                        | selon les ligues         | 4092                  | 2046              |
| Entrée de 94 clubs de CFA 2                                         |                                      |                          |                       |                   |
| 3                                                                   | Troisième tour                       | dim. 20 septembre        | 2140                  | 1070              |
| Entrée de 58 clubs de CFA                                           |                                      |                          |                       |                   |
| 4                                                                   | Quatrième tour                       | dim. 4 octobre           | 1128                  | 564               |
| Entrée des 20 clubs de National                                     |                                      |                          |                       |                   |
| 5                                                                   | Cinquième tour                       | dim. 18 octobre          | 584                   | 292               |
| 6                                                                   | Sixième tour                         | dim. 1er novembre        | 292                   | 146               |
| Entrée de 19 clubs de Ligue 2 + 7 clubs des DOM-TOM                 |                                      |                          |                       |                   |
| 7                                                                   | Septième tour                        | sam.-dim. 21-22 novembre | 172                   | 86                |
| 8                                                                   | Huitième tour                        | sam.-dim. 12-13 décembre | 86                    | 43                |
| Tableau final, entrée des 20 clubs de Ligue 1 et du tenant du titre |                                      |                          |                       |                   |
| 9                                                                   | Trente-deuxièmes de finale           | sam.-dim. 9-10 janvier   | 64                    | 32                |
| 10                                                                  | Seizièmes de finale                  | sam.-dim. 23-24 janvier  | 32                    | 16                |
| 11                                                                  | Huitièmes de finale                  | mar.-mer. 9-10 février   | 16                    | 8                 |
| 12                                                                  | Quarts de finale                     | mar.-mer. 23-24 mars     | 8                     | 4                 |
| 13                                                                  | Demi-finales                         | mar.-mer. 13-14 avril    | 4                     | 2                 |
| 14                                                                  | Finale Stade de France (Saint-Denis) | samedi 1er mai           | 2                     | 1                 |

## Phase préliminaire

### Septième tour
Les clubs de Ligue 2 entrent lors du septième tour, à l'exception de l'En Avant Guingamp, tenant du titre. Les septième et huitième tours sont les premiers tours organisés par la FFF, et les derniers tours avant la compétition propre qui commence en janvier. Ces deux tours réduisent le nombre de clubs de 172 présents au septième tour à 43 qualifiés pour les trente-deuxièmes de finale.
Le tirage au sort eut lieu le jeudi 5 novembre. Les rencontres ont lieu samedi 21 et dimanche 22 novembre 2009.
|  | Jura Dole (DH) | 1 - 3 a. p. | Metz (L2) |  |  |
|  |                |             |           |  |  |

|  | Cassis-Carnoux (N) | 1 - 1 a. p. | AC Ajaccio (L2) |  |  |
|  |                    |             |                 |  |  |
|  | Tirs au but 2 - 4  |             |                 |  |  |

|  | Lumbres (PHR) | 1 - 2 | Marck (CFA) |  |  |
|  |               |       |             |  |  |

|  | Versailles (DSR) | 2 - 1 | Granville (DH) |  |  |
|  |                  |       |                |  |  |

|  | Trégunc (DSR) | 2 - 3 | Les Herbiers (CFA) |  |  |
|  |               |       |                    |  |  |

|  | Paimpol (DH) | 2 - 1 | Voltigeurs Châteaubriand (DRS) |  |  |
|  |              |       |                                |  |  |

|  | Saint-Fulgent (DHR) | 1 - 7 | Orléans (CFA) |  |  |
|  |                     |       |               |  |  |

|  | Saint-Mars-La Brière (DHR) | 0 - 5 | Brest (L2) |  |  |
|  |                            |       |            |  |  |

|  | Cholet (CFA2) | 3 - 2 | Moulins (N) |  |  |
|  |               |       |             |  |  |

|  | Saint-Sébastien/Loire (PH) | 1 - 3 | Chauray (DH) |  |  |
|  |                            |       |              |  |  |

|  | Saint-Jean Blanc (DHR) | 0 - 2 | Niort (CFA) |  |  |
|  |                        |       |             |  |  |

|  | Quevilly (CFA) | 6 - 0 | Kaweni (Mayotte, DH) |  |  |
|  |                |       |                      |  |  |

|  | Avranches (CFA) | 5 - 3 a. p. | Mont-Dore (DH) |  |  |
|  |                 |             |                |  |  |

|  | Calvi (PH) | 3 - 2 a. p. | Borgo (DH) |  |  |
|  |            |             |            |  |  |

|  | Bagnols (DH) | 4 - 2 | Bourgoin Jallieu (L) |  |  |
|  |              |       |                      |  |  |

|  | Vénisseux-Minguettes (CFA2) | 1 - 4 | Rodez (N) |  |  |
|  |                             |       |           |  |  |

|  | Reims Sainte-Anne (DH) | 1 - 1 a. p. | Saint-Dizier (L) |  |  |
|  |                        |             |                  |  |  |
|  | Tirs au but 5 - 6      |             |                  |  |  |

|  | Sens (CFA2) | 1 - 2 a. p. | Vesoul (CFA) |  |  |
|  |             |             |              |  |  |

|  | Istres (L2) | 1 - 2 | Nîmes (L2) |  |  |
|  |             |       |            |  |  |

|  | Cherbourg (CFA) | 4 - 0 | Chantepie (DES) |  |  |
|  |                 |       |                 |  |  |

|  | Feurs (CFA2) | 1 - 0 | Saint-Priest (CFA2) |  |  |
|  |              |       |                     |  |  |

|  | Amnéville (CFA) | 0 - 3 | Dijon (L2) |  |  |
|  |                 |       |            |  |  |

|  | Colmar (CFA) | 5 - 2 | Baume-les-Dames (DH) |  |  |
|  |              |       |                      |  |  |

|  | Tourcoing (PHR) | 1 - 2 | Marquette (PH) |  |  |
|  |                 |       |                |  |  |

|  | Perpignan-Canet (DH) | 1 - 2 | Agen (CFA2) |  |  |
|  |                      |       |             |  |  |

|  | Arles-Avignon (L2) | 0 - 1 | Luzenac (N) |  |  |
|  |                    |       |             |  |  |

|  | Le Las Toulon (DH) | 1 - 2 | Villefranche-sur-Saône (CFA) |  |  |
|  |                    |       |                              |  |  |

|  | Saint-Germain des Fossés (PHR) | 1 - 6 | Thiers (CFA2) |  |  |
|  |                                |       |               |  |  |

|  | Besançon (CFA) | 4 - 1 | Sarrebourg (DHR) |  |  |
|  |                |       |                  |  |  |

|  | Mulhouse (CFA)    | 2 - 2 a. p. | Sarre-Union (CFA2) |  |  |
|  |                   |             |                    |  |  |
|  | Tirs au but 7 - 6 |             |                    |  |  |

|  | FC Issy-les-Moulineaux (DH) | 1 - 1 a. p. | Loon-Plage (DHR) |  |  |
|  |                             |             |                  |  |  |
|  | Tirs au but 2 - 3           |             |                  |  |  |

|  | Flers (DH) | 0 - 1 | Aubervilliers (CFA2) |  |  |
|  |            |       |                      |  |  |

|  | Pacy-sur-Eure (N) | 1 - 0 | Villemomble (CFA) |  |  |
|  |                   |       |                   |  |  |

|  | Angers (L2) | 1 - 0 a. p. | Poissy (CFA2) |  |  |
|  |             |             |               |  |  |

|  | Vannes (L2) | 4 - 1 | La Vitréenne (CFA) |  |  |
|  |             |       |                    |  |  |

|  | Créteil (N) | 0 - 2 | Tours (L2) |  |  |
|  |             |       |            |  |  |

|  | Yzeure (CFA)      | 1 - 1 a. p. | Clermont (L2) |  |  |
|  |                   |             |               |  |  |
|  | Tirs au but 4 - 3 |             |               |  |  |

|  | Montluçon (CFA)   | 0 - 0 a. p. | Nevers (CFA2) |  |  |
|  |                   |             |               |  |  |
|  | Tirs au but 2 - 4 |             |               |  |  |

|  | Balma (CFA) | 2 - 0 | Pamiers (DHR) |  |  |
|  |             |       |               |  |  |

|  | Annonay (L) | 1 - 0 a. p. | AS Valence (L) |  |  |
|  |             |             |                |  |  |

|  | Selongey (CFA2) | 1 - 0 | Toul (DH) |  |  |
|  |                 |       |           |  |  |

|  | Biesheim (DH) | 1 - 3 | Strasbourg (L2) |  |  |
|  |               |       |                 |  |  |

|  | Caen (L2) | 1 - 0 | Dunkerque (CFA) |  |  |
|  |           |       |                 |  |  |

|  | Saint-Quentin (DH) | 3 - 1 | Maubeuge (DH) |  |  |
|  |                    |       |               |  |  |

|  | Laval (L2) | 2 - 0 | AS Vitré (CFA2) |  |  |
|  |            |       |                 |  |  |

|  | Saumur (CFA2) | 3 - 1 | Châteauroux (L2) |  |  |
|  |               |       |                  |  |  |

|  | Romorantin (CFA) | 5 - 2 | Poitiers (CFA) |  |  |
|  |                  |       |                |  |  |

|  | Cognac (CFA2) | 0 - 1 | Feytiat (DH) |  |  |
|  |               |       |              |  |  |

|  | Manu Ura (Polynésie française, DH) | 0 - 3 | Raon-l'Etape (CFA) |  |  |
|  |                                    |       |                    |  |  |

|  | Rouen (N) | 2 - 4 a. p. | Beauvais (N) |  |  |
|  |           |             |              |  |  |

|  | Le Havre (L2) | 0 - 1 | Avion (CFA2) |  |  |
|  |               |       |              |  |  |

|  | La Flèche (DH) | 2 - 3 | Chartres (DH) |  |  |
|  |                |       |               |  |  |

|  | Calais (CFA2) | 1 - 3 | Sedan (L2) |  |  |
|  |               |       |            |  |  |

|  | Montgermont (DES) | 1 - 4 | Plabennec (N) |  |  |
|  |                   |       |               |  |  |

|  | Ain Sud Foot (DHR) | 0 - 4 | Cannes (N) |  |  |
|  |                    |       |            |  |  |

|  | Foot. En Mont Pilat (PHR) | 0 - 1 | Ent.Bressane (L) |  |  |
|  |                           |       |                  |  |  |

|  | Tremery (PH) | 0 - 3 | Thionville (CFA2) |  |  |
|  |              |       |                   |  |  |

|  | Jarville (CFA2)   | 2 - 2 a. p. | La Chapelle-Saint Luc (DH) |  |  |
|  |                   |             |                            |  |  |
|  | Tirs au but 2 - 4 |             |                            |  |  |

|  | Marienau Forbach (DH) | 3 - 1 | Robertsau (Excellence) |  |  |
|  |                       |       |                        |  |  |

|  | Blanquefort (DH) | 0 - 1 | Trélissac (CFA2) |  |  |
|  |                  |       |                  |  |  |

|  | Marignane (CFA) | 1 - 0 | Bastia (L2) |  |  |
|  |                 |       |             |  |  |

|  | Lattes (DH) | 1 - 0 | Bayonne (N) |  |  |
|  |             |       |             |  |  |

|  | La Grande Motte (PH) | 2 - 1 | Murette (Excellence) |  |  |
|  |                      |       |                      |  |  |

|  | Seyssinet (DHR) | 0 - 2 | Montceau (CFA) |  |  |
|  |                 |       |                |  |  |

|  | Vallières (PHR) | 0 - 3 | Evian TGFC (N) |  |  |
|  |                 |       |                |  |  |

|  | Montereau (PH) | 0 - 2 | Sénart-Moissy (CFA) |  |  |
|  |                |       |                     |  |  |

|  | Bischheim Soleil (DH) | 0 - 6 | Troyes (N) |  |  |
|  |                       |       |            |  |  |

|  | Séclin (DHR) | 5 - 4 | Luneray (DH) |  |  |
|  |              |       |              |  |  |

|  | Sin le Noble (PH) | 0 - 2 | Les Lilas (CFA2) |  |  |
|  |                   |       |                  |  |  |

|  | Compiègne (CFA) | 1 - 0 a. p. | Arras (CFA2) |  |  |
|  |                 |             |              |  |  |

|  | Chambly (DH) | 2 - 5 | Saint-Ouen l'Aumône (DH) |  |  |
|  |              |       |                          |  |  |

|  | Aire (DH) | 5 - 0 | Feignies (CFA2) |  |  |
|  |           |       |                 |  |  |

|  | Hermes (PH) | 1 - 2 | Cambrai (DH) |  |  |
|  |             |       |              |  |  |

|  | Fresnoy (DH) | 3 - 0 | Neuilly/Marne (PH) |  |  |
|  |              |       |                    |  |  |

|  | La Ferté-Bernard (DH) | 4 - 0 | Courbevoie (Excellence) |  |  |
|  |                       |       |                         |  |  |

|  | Bonchamp (DH) | 2 - 1 | Fougères (DSR) |  |  |
|  |               |       |                |  |  |

|  | Rennes Tour d'Auvergne (DH) | 3 - 1 | Saint-Renan (DSR) |  |  |
|  |                             |       |                   |  |  |

|  | Plouvorn (DSE) | 2 - 0 | Combourg (DSR) |  |  |
|  |                |       |                |  |  |

|  | Luçon (CFA) | 2 - 1 | Club Franciscain (Martinique, DH) |  |  |
|  |             |       |                                   |  |  |

|  | Pontivy (CFA) | 5 - 0 | CSC Cayenne (Guyane, DH) |  |  |
|  |               |       |                          |  |  |

|  | Saint-Gaudens (DHR) | 1 - 3 | Pau (CFA) |  |  |
|  |                     |       |           |  |  |

|  | Amiens (N) | 7 - 1 | Roissy-en-Brie (PH) |  |  |
|  |            |       |                     |  |  |

|  | Concarneau (CFA2) | 3 - 0 | Nantes (L2) |  |  |
|  |                   |       |             |  |  |

|  | Excelsior Saint Joseph (DH, La Réunion) | 1 - 0 | Quimper (CFA) |  |  |
|  |                                         |       |               |  |  |

|  | Saint-Louis Neuweg (CFA2) | 2 - 1 | Oberlauterbach (Excellence) |  |  |
|  |                           |       |                             |  |  |

|  | Marie-Galante (DH) | 2 - 3 | Le Poiré-sur-Vie (CFA2) |  |  |
|  |                    |       |                         |  |  |

### Huitième tour
Le tirage au sort fut effectué le mercredi 25 novembre. Les rencontres ont lieu samedi 12 et dimanche 13 décembre 2009.
|  | Marck (CFA)       | 2 - 2 a. p. | Compiègne (CFA) |  |  |
|  |                   |             |                 |  |  |
|  | Tirs au but 2 - 4 |             |                 |  |  |

|  | La Grande Motte (PH) | 1 - 0 | Marignane (CFA) |  |  |
|  |                      |       |                 |  |  |

|  | Cholet (CFA)      | 2 - 2 a. p. | Saumur (CFA2) |  |  |
|  |                   |             |               |  |  |
|  | Tirs au but 4 - 5 |             |               |  |  |

|  | Versailles (DSR) | 1 - 0 | Dijon (L2) |  |  |
|  |                  |       |            |  |  |

|  | Angers (L2) | 5 - 0 | Excelsior Saint Joseph (DH, La Réunion) |  |  |
|  |             |       |                                         |  |  |

|  | Nîmes (L2)        | 1 - 1 a. p. | Pau (CFA) |  |  |
|  |                   |             |           |  |  |
|  | Tirs au but 2 - 4 |             |           |  |  |

|  | Les Lilas (CFA2) | 0 - 1 | Caen (L2) |  |  |
|  |                  |       |           |  |  |

|  | Saint-Ouen l'Aumône (DH) | 1 - 1 a. p. | Yzeure (CFA) |  |  |
|  |                          |             |              |  |  |
|  | Tirs au but 3 - 2        |             |              |  |  |

|  | Troyes (N) | 2 - 1 | Selongey (CFA2) |  |  |
|  |            |       |                 |  |  |

|  | Cannes (N) | 3 - 0 | Luzenac (N) |  |  |
|  |            |       |             |  |  |

|  | Agen (CFA2)       | 0 - 0 a. p. | Calvi (PH) |  |  |
|  |                   |             |            |  |  |
|  | Tirs au but 5 - 4 |             |            |  |  |

|  | Villefranche-sur-Saöne (CFA) | 2 - 1 | Annonay (L) |  |  |
|  |                              |       |             |  |  |

|  | Evian TGFC (N) | 4 - 0 | Feurs (CFA2) |  |  |
|  |                |       |              |  |  |

|  | Vesoul (CFA) | 4 - 1 | Marienau Forbach (DH) |  |  |
|  |              |       |                       |  |  |

|  | Saint-Louis Neuweg (CFA2) | 4 - 0 | Besançon (CFA) |  |  |
|  |                           |       |                |  |  |

|  | Raon-l'Etape (CFA) | 6-1 | Ent. Bressane (L) |  |  |
|  |                    |     |                   |  |  |

|  | Laval (L2) | 4 - 0 | Le Poiré-sur-Vie (CFA2) |  |  |
|  |            |       |                         |  |  |

|  | Pontivy (CFA) | 5 - 1 | Plouvorn (DSE) |  |  |
|  |               |       |                |  |  |

|  | Pacy-sur-Eure (N) | 0 - 2 a. p. | Quevilly (CFA) |  |  |
|  |                   |             |                |  |  |

|  | Sedan (L2) | 3 - 1 | Sénart-Moissy (CFA) |  |  |
|  |            |       |                     |  |  |

|  | Tours (L2) | 2 - 1 | Montceau (CFA) |  |  |
|  |            |       |                |  |  |

|  | Saint-Dizier (L) | 4 - 3 a. p. | Orléans (CFA) |  |  |
|  |                  |             |               |  |  |

|  | Plabennec (N) | 2 - 0 | Concarneau (CFA2) |  |  |
|  |               |       |                   |  |  |

|  | Thiers (CFA2) | 3 - 1 | Niort (CFA) |  |  |
|  |               |       |             |  |  |

|  | Chartres (DH) | 1 - 2 | Les Herbiers (CFA) |  |  |
|  |               |       |                    |  |  |

|  | Romorantin (CFA) | 0 - 2 | Vannes (L2) |  |  |
|  |                  |       |             |  |  |

|  | Cambrai (DH) | 0 - 1 | Aubervilliers (CFA2) |  |  |
|  |              |       |                      |  |  |

|  | Nevers (CFA2) | 1 - 4 | Beauvais (N) |  |  |
|  |               |       |              |  |  |

|  | Balma (CFA) | 1 - 3 | Ajaccio (L2) |  |  |
|  |             |       |              |  |  |

|  | Rodez (N) | 3 - 1 | Luçon (CFA) |  |  |
|  |           |       |             |  |  |

|  | Cherbourg (CFA) | 0 - 3 | Avranches (CFA) |  |  |
|  |                 |       |                 |  |  |

|  | Amiens (N) | 2 - 1 a. p. | Avion (CFA2) |  |  |
|  |            |             |              |  |  |

|  | Lattes (DH) | 1 - 0 | Bagnols Pont (DH) |  |  |
|  |             |       |                   |  |  |

|  | La Ferté Bernard (DH) | 2 - 3 | Trélissac (CFA2) |  |  |
|  |                       |       |                  |  |  |

|  | Feyriat (DH) | 0 - 1 | Chauray (DH) |  |  |
|  |              |       |              |  |  |

|  | Bonchamp (DH)     | 1 - 1 a. p. | Paimpol (DH) |  |  |
|  |                   |             |              |  |  |
|  | Tirs au but 5 - 4 |             |              |  |  |

|  | Aire (DH) | 0 - 1 | Séclin (DHR) |  |  |
|  |           |       |              |  |  |

|  | Fresnoy (DH) | 0 - 1 | Saint-Quentin (DH) |  |  |
|  |              |       |                    |  |  |

|  | Colmar (CFA)      | 2 - 2 a. p. | Metz (L2) |  |  |
|  |                   |             |           |  |  |
|  | Tirs au but 4 - 2 |             |           |  |  |

|  | Rennes Tour d'Auvergne (DH) | 1 - 2 a. p. | Brest (L2) |  |  |
|  |                             |             |            |  |  |

|  | Mulhouse (CFA) | 4 - 1 | La Chapelle Saint-Luc (DH) |  |  |
|  |                |       |                            |  |  |

|  | Loon Plage (DHR) | 1 - 2 | Marquette (PH) |  |  |
|  |                  |       |                |  |  |

|  | Strasbourg (L2) | 3 - 0 | Thionville (CFA2) |  |  |
|  |                 |       |                   |  |  |

## Phase finale

### Trente-deuxièmes de finale
Participent les 43 vainqueurs du huitième tour, ainsi que les arrivants que sont les 20 équipes de Ligue 1, et l'En Avant de Guingamp, le tenant du titre membre de la Ligue 2.
Le tirage au sort a lieu le lundi 14 décembre 2009 à midi aux Champs libres à Rennes.
Pour le tirage, la FFF a disposé les 64 équipes en quatre groupes de seize, équilibrés entre eux. Les tirages se font à l'intérieur de ces groupes. Il n'y a pas de système de tête de série et le tirage repose intégralement sur le sort.
| Club (division)                        | Résultat         | Club (division)                           | Lieu                                           | Date, heure         |
| -------------------------------------- | ---------------- | ----------------------------------------- | ---------------------------------------------- | ------------------- |
| Pau (CFA (Div. 4))                     | 0-2              | Évian Thonon Gaillard (National (Div. 3)) | Stade du Hameau, Pau                           | 8 janvier, 19 h 30  |
| FC Chauray (DH (Div. 6))               | 0-1              | SU Agen (CFA 2 (Div. 5))                  | Stade Municipal, Chauray                       | 9 janvier, 14 h 00  |
| AC Ajaccio (Ligue 2)                   | 3-0              | AS Cannes (National (Div. 3))             | Stade François-Coty, Ajaccio                   | 9 janvier, 15 h 00  |
| Vannes OC (Ligue 2)                    | 1-1, 8-7 t.a.b.  | Troyes (National (Div. 3))                | Stade de la Rabine, Vannes                     | 9 janvier, 16 h 00  |
| FC Seclin (DHR (Div. 8))               | 1-4              | US Boulogne (Ligue 1)                     | Stadium Nord, Villeneuve-d'Ascq                | 9 janvier, 17 h 00  |
| Stade lavallois (Ligue 2)              | 1-2 a.p.         | Vesoul HSF (CFA (Div. 4))                 | Stade Francis-Le-Basser, Laval                 | 9 janvier, 18 h 00  |
| Saint-Dizier CO (CFA 2 (Div. 5))       | 0-4              | US Raon (CFA (Div. 4))                    | Stade Charles Jacquin, Saint-Dizier            | 9 janvier, 18 h 00  |
| Les Herbiers VF (CFA (Div. 4))         | 0-1              | Toulouse FC (Ligue 1)                     | Stade Henri Desgrange, La Roche-sur-Yon        | 9 janvier, 18 h 30  |
| AS Monaco FC (Ligue 1)                 | 0-0, 4-3 t.a.b.  | Tours FC (Ligue 2)                        | Stade Louis-II, Monaco                         | 9 janvier, 19 h 00  |
| RC Strasbourg (Ligue 2)                | 1-3              | Olympique lyonnais (Ligue 1)              | Stade de la Meinau, Strasbourg                 | 9 janvier, 20 h 45  |
| Girondins de Bordeaux (Ligue 1)        | 1-0              | Rodez AF (National (Div. 3))              | Stade Chaban-Delmas, Bordeaux                  | 9 janvier, 20 h 45  |
| Stade rennais (Ligue 1)                | 2-0              | Stade Malherbe de Caen (Ligue 2)          | Stade de la route de Lorient, Rennes           | 9 janvier, 20 h 45  |
| Le Mans UC (Ligue 1)                   | 1-0              | Valenciennes FC (Ligue 1)                 | Stade Léon-Bollée, Le Mans                     | 9 janvier, 20 h 45  |
| FC Versailles 78 (DSR (Div. 7))        | 0-3              | AS Beauvais (National (Div. 3))           | Stade de Montbauron, Versailles                | 10 janvier, 14 h 00 |
| ES Bonchamp (DH (Div. 6))              | 0-2              | En Avant de Guingamp (Ligue 2)            | Stade Municipal Auguste Dalibard, Changé       | 10 janvier, 14 h 30 |
| AS Lattes (DH (Div. 6))                | 0-1              | SCO Angers (Ligue 2)                      | Stade Jules Rimet, Sussargues                  | 10 janvier, 14 h 30 |
| Plabennec (National (Div. 3))          | 2-1              | OGC Nice (Ligue 1)                        | Stade de Kervéguen, Plabennec                  | 10 janvier, 14 h 45 |
| Trélissac FC (CFA 2 (Div. 5))          | 0-2              | Olympique de Marseille (Ligue 1)          | Stade Francis Rongieras, Périgueux             | 10 janvier, 17 h 30 |
| Paris SG (Ligue 1)                     | 5-0              | FCM Aubervilliers (CFA 2 (Div. 5))        | Parc des Princes, Paris                        | 10 janvier, 20 h 45 |
| Amiens SC (National (Div. 3))          | 0-1              | AJ Auxerre (Ligue 1)                      | Stade de la Licorne, Amiens                    | 11 janvier, 20 h 30 |
| AS La Grande-Motte (PH (Div. 9))       | 0-3              | Villefranche FC (CFA (Div. 4))            | Stade Michel Mézy, Le Grau-du-Roi              | 16 janvier, 14 h 30 |
| US Avranches (CFA (Div. 4))            | 0-1 a.p.         | Olympique Saumur (CFA 2 (Div. 5))         | Stade René Fenouillère, Avranches              | 16 janvier, 16 h 00 |
| US Quevilly (CFA (Div. 4))             | 6-0              | Ol. St-Quentin (DH (Div. 6))              | Stade Amable Lozay, Le Petit-Quevilly          | 16 janvier, 16 h 00 |
| US Marquette (PH (Div. 9))             | 1-2              | FC Mulhouse (CFA (Div. 4))                | Stade Georges Niquet, Marcq-en-Barœul          | 17 janvier, 14 h 00 |
| Colmar S.R. (CFA (Div. 4))             | 0-0, 10-9 t.a.b. | Lille OSC (Ligue 1)                       | Colmar Stadium, Colmar                         | 23 janvier, 15 h 00 |
| Grenoble Foot 38 (Ligue 1)             | 3-2 a.p.         | Montpellier HSC (Ligue 1)                 | Stade des Alpes, Grenoble                      | 23 janvier, 15 h 00 |
| AS Saint-Ouen-l'Aumône (DH (Div. 6))   | 0-3              | CS Sedan Ardennes (Ligue 2)               | Stade Municipal, Saint-Leu-la-Forêt            | 23 janvier, 17 h 00 |
| AFC Compiègne (CFA (Div. 4))           | 0-1              | RC Lens (Ligue 1)                         | Stade Félix-Bollaert, Lens                     | 23 janvier, 17 h 30 |
| FC Saint-Louis Neuweg (CFA 2 (Div. 5)) | 0-1              | FC Sochaux-Montbéliard (Ligue 1)          | Stade Joseph Biechlin, Illzach                 | 23 janvier, 18 h 00 |
| GSI Pontivy (CFA (Div. 4))             | 0-1 a.p.         | Stade brestois (Ligue 2)                  | Stade Municipal du Faubourg de Verdun, Pontivy | 23 janvier, 18 h 00 |
| SA Thiers (CFA 2 (Div. 5))             | 1-1, 2-3 t.a.b.  | AS Nancy-Lorraine (Ligue 1)               | Stade Antonin Chasel, Thiers                   | 24 janvier, 14 h 00 |
| AS Saint-Étienne (Ligue 1)             | 4-1              | FC Lorient (Ligue 1)                      | Stade Geoffroy-Guichard, Saint-Étienne         | 24 janvier, 15 h 00 |

### Seizièmes de finale
Les matchs sont prévus les 23 et 24 janvier 2010. Le tirage au sort fut tiré le 10 janvier à 19 h 45, par Raymond Domenech, sélectionneur de l'Équipe de France de football, et Malika Ménard, Miss France 2010.
| Club (division)                  | Résultat        | Club (division)                             | Lieu                                          | Date, heure         |
| -------------------------------- | --------------- | ------------------------------------------- | --------------------------------------------- | ------------------- |
| Olympique Saumur (CFA 2 (Div 5)) | 0-4             | Stade rennais (Ligue 1)                     | Stade Omnisports, Cholet                      | 22 janvier, 20 h 45 |
| AS Beauvais (National (Div. 3))  | 3-0             | SU Agen (CFA 2 (Div 5))                     | Stade Pierre-Brisson, Beauvais                | 23 janvier, 15 h 00 |
| US Quevilly (CFA (Div. 4))       | 1-0             | SCO Angers (Ligue 2)                        | Stade Amable Lozay, Le Petit-Quevilly         | 23 janvier, 17 h 00 |
| Girondins de Bordeaux (Ligue 1)  | 5-1             | AC Ajaccio (Ligue 2)                        | Stade Chaban-Delmas, Bordeaux                 | 23 janvier, 17 h 50 |
| US Raon (CFA (Div. 4))           | 0-1             | Vesoul HSF (CFA (Div. 4))                   | Stade Paul-Gasser, Raon-l'Étape               | 23 janvier, 18 h 00 |
| FC Mulhouse (CFA (Div 4))        | 0-1             | En Avant de Guingamp (Ligue 2)              | Stade de l'Ill, Mulhouse                      | 24 janvier, 14 h 30 |
| Paris SG (Ligue 1)               | 3-1             | Évian Thonon Gaillard FC (National (Div 3)) | Parc des Princes, Paris                       | 24 janvier, 17 h 45 |
| AS Monaco FC (Ligue 1)           | 2-1             | Olympique lyonnais (Ligue 1)                | Stade Louis-II, Monaco                        | 24 janvier, 20 h 45 |
| AJ Auxerre (Ligue 1)             | 1-1, 3-0 t.a.b. | CS Sedan Ardennes (Ligue 2)                 | Stade de l'Abbé-Deschamps, Auxerre            | 26 janvier, 19 h 00 |
| Vannes OC (Ligue 2)              | 4-3 a.p.        | Grenoble Foot 38 (Ligue 1)                  | Stade de la Rabine, Vannes                    | 26 janvier, 19 h 00 |
| Colmar S.R. (CFA (Div 4))        | 1-2             | US Boulogne (Ligue 1)                       | Colmar Stadium, Colmar                        | 27 janvier, 18 h 00 |
| AS Nancy-Lorraine (Ligue 1)      | 0-2             | Plabennec (National (Div. 3))               | Stade Marcel-Picot, Tomblaine                 | 27 janvier, 19 h 00 |
| Villefranche FC (CFA (Div 4))    | 2-2, 1-3 t.a.b. | AS Saint-Étienne (Ligue 1)                  | Stade Armand Chouffet, Villefranche-sur-Saône | 3 février, 18 h 00  |
| FC Sochaux-Montbéliard (Ligue 1) | 3-0             | Le Mans UC (Ligue 1)                        | Stade Auguste-Bonal, Montbéliard              | 3 février, 18 h 00  |
| Toulouse FC (Ligue 1)            | 0-2             | Stade brestois (Ligue 2)                    | Stadium, Toulouse                             | 10 février, 18 h 00 |
| RC Lens (Ligue 1)                | 3-1             | Olympique de Marseille (Ligue 1)            | Stade Félix-Bollaert, Lens                    | 10 février, 20 h 45 |

### Huitièmes de finale
Prévus les mardi 9 et mercredi 10 février 2010. Le tirage au sort fut effectué le 24 janvier vers 20 h par Jean-Pierre Papin, entraîneur de Châteauroux, et Fabien Onteniente, réalisateur français.
| Club (division)                 | Résultat | Club (division)                  | Lieu                                     | Date, heure         |
| ------------------------------- | -------- | -------------------------------- | ---------------------------------------- | ------------------- |
| US Boulogne (Ligue 1)           | 1-0      | En Avant de Guingamp (Ligue 2)   | Stade de la Libération, Boulogne-sur-Mer | 9 février, 18 h 15  |
| AS Beauvais (National (Div. 3)) | 1-4      | FC Sochaux-Montbéliard (Ligue 1) | Stade Pierre-Brisson, Beauvais           | 9 février, 19 h 30  |
| US Quevilly (CFA (Div. 4))      | 1-0      | Stade rennais (Ligue 1)          | Stade Robert-Diochon, Rouen              | 9 février, 20 h 00  |
| Vesoul HSF (CFA (Div. 4))       | 0-1      | Paris SG (Ligue 1)               | Stade René-Hologne, Vesoul               | 9 février, 20 h 45  |
| AJ Auxerre (Ligue 1)            | 4-0      | Plabennec (National (Div. 3))    | Stade de l'Abbé-Deschamps, Auxerre       | 10 février, 19 h 00 |
| AS Saint-Étienne (Ligue 1)      | 2-0      | Vannes OC (Ligue 2)              | Stade Geoffroy-Guichard, Saint-Étienne   | 10 février, 20 h 00 |
| Girondins de Bordeaux (Ligue 1) | 0-2      | AS Monaco FC (Ligue 1)           | Stade Chaban-Delmas, Bordeaux            | 10 février, 20 h 45 |
| RC Lens (Ligue 1)               | 2-1 a.p. | Stade brestois (Ligue 2)         | Stade Félix-Bollaert, Lens               | 17 février, 20 h 00 |

### Quarts de finale
Prévus les mardi 23 et mercredi 24 mars 2010.
| Club (division)            | Résultat        | Club (division)                  | Lieu                               | Date, heure, TV             |
| -------------------------- | --------------- | -------------------------------- | ---------------------------------- | --------------------------- |
| US Quevilly (CFA (Div. 4)) | 3-1             | US Boulogne (Ligue 1)            | Stade Robert-Diochon, Rouen        | 23 mars, 18 h 00, Eurosport |
| AJ Auxerre (Ligue 1)       | 0-0, 5-6 t.a.b. | Paris SG (Ligue 1)               | Stade de l'Abbé-Deschamps, Auxerre | 23 mars, 20 h 45, Eurosport |
| AS Monaco FC (Ligue 1)     | 4-3 a.p.        | FC Sochaux-Montbéliard (Ligue 1) | Stade Louis-II, Monaco             | 24 mars, 17 h 00, France 2  |
| RC Lens (Ligue 1)          | 3-1             | AS Saint-Étienne (Ligue 1)       | Stade Félix-Bollaert, Lens         | 24 mars, 20 h 45, France 3  |

### Demi-finales
Le tirage au sort a eu lieu le dimanche 28 mars dans l'émission Stade 2. Le tirage au sort fut tiré le 28 mars vers 18 h 30, par Alain Giresse, sélectionneur de l'équipe du Gabon de football, et Imanol Harinordoquy, joueur de l'équipe de France de Rugby à XV.
Les rencontres sont prévues les mardi 13 et mercredi 14 avril 2010.
| Club (division)            | Résultat | Club (division)    | Lieu                        | Date, heure, TV              |
| -------------------------- | -------- | ------------------ | --------------------------- | ---------------------------- |
| AS Monaco FC (Ligue 1)     | 1-0 a.p. | RC Lens (Ligue 1)  | Stade Louis-II, Monaco      | 13 avril, 20 h 30, Eurosport |
| US Quevilly (CFA (Div. 4)) | 0-1      | Paris SG (Ligue 1) | Stade Michel-d'Ornano, Caen | 14 avril, 20 h 45, France 2  |

### Finale
La finale est jouée le samedi 1er mai 2010, sur le terrain du Stade de France à Saint-Denis. À la 105+1e minute, le PSG ouvre le score grâce à une tête de Guillaume Hoarau.
| Club (division)        | Résultat | Club (division)    | Lieu                         | Date, heure, TV            |
| ---------------------- | -------- | ------------------ | ---------------------------- | -------------------------- |
| AS Monaco FC (Ligue 1) | 0-1 a.p. | Paris SG (Ligue 1) | Stade de France, Saint-Denis | 1er mai, 20 h 45, France 2 |

| 1er mai 2010 | Monaco | 0 – 1 (a.p) | Paris SG    | Stade de France, Saint-Denis                                         |                                                                      |
| 20:45 CET    |        |             | Hoarau 105e | Spectateurs : 75,000 Arbitrage : Lionel Jaffredo (Ligue de Bretagne) | Spectateurs : 75,000 Arbitrage : Lionel Jaffredo (Ligue de Bretagne) |
| 20:45 CET    | Report |             |             | Spectateurs : 75,000 Arbitrage : Lionel Jaffredo (Ligue de Bretagne) | Spectateurs : 75,000 Arbitrage : Lionel Jaffredo (Ligue de Bretagne) |

| Monaco | Paris SG |

| MONACO :      |    |                      |      |      |
|               |    |                      |      |      |
| GB            | 1  | Stéphane Ruffier     |      |      |
| D             | 4  | François Modesto     |      |      |
| D             | 2  | Cédric Mongongu      | 105e |      |
| D             | 3  | Sébastien Puygrenier |      |      |
| D             | 7  | Djimi Traoré         |      |      |
| M             | 6  | Eduardo Costa        | 110e | 111e |
| M             | 5  | Thomas Mangani       |      | 55e  |
| M             | 8  | Alejandro Alonso     | 22e  |      |
| M             | 9  | Juan Pablo Pino      |      | 86e  |
| A             | 11 | Nenê                 | 63e  |      |
| A             | 10 | Park Chu-Young       |      |      |
| Remplaçants : |    |                      |      |      |
| G             | 1  | Yohann Thuram        |      |      |
| D             | 3  | Nicolas Nkoulou      |      |      |
| D             | 13 | Vincent Muratori     |      |      |
| D             | 12 | Adriano              |      |      |
| M             | 14 | Moussa Maazou        |      | 86e  |
| M             | 15 | Lukman Haruna        |      | 55e  |
| A             | 18 | Yannick Sagbo        |      | 111e |
| Entraîneur :  |    |                      |      |      |
| Guy Lacombe   |    |                      |      |      |

| PSG :             |    |                    |      |      |
|                   |    |                    |      |      |
| G                 | 1  | Apoula Edel        |      |      |
| D                 | 2  | Christophe Jallet  |      | 116e |
| D                 | 3  | Mamadou Sakho      |      |      |
| D                 | 6  | Zoumana Camara     |      |      |
| D                 | 5  | Sylvain Armand     |      |      |
| M                 | 4  | Claude Makélélé    | 59e  |      |
| M                 | 8  | Jérémy Clément     |      |      |
| M                 | 10 | Stéphane Sessègnon |      |      |
| A                 | 7  | Ludovic Giuly      |      | 77e  |
| A                 | 11 | Mevlüt Erding      |      | 105e |
| A                 | 9  | Guillaume Hoarau   | 110e |      |
| Remplaçants :     |    |                    |      |      |
| G                 | 1  | Grégory Coupet     |      |      |
| DF                | 12 | Ceará              |      | 105e |
| DF                | 13 | Sammy Traoré       |      | 116e |
| M                 | 17 | Granddi Ngoyi      |      |      |
| A                 | 14 | Mateja Kežman      |      |      |
| A                 | 16 | Péguy Luyindula    |      | 77e  |
| A                 | 21 | Jean-Eudes Maurice |      |      |
| Entraîneur :      |    |                    |      |      |
| Antoine Kombouaré |    |                    |      |      |

| Arbitres du match - Arbitres assistants : - Christophe Capelli (Ligue d'Aquitaine) - Frédéric Cano (Ligue du Centre) - Quatrième arbitre : Clément Turpin (Ligue de Bourgogne) | Règles du match - 90 minutes. - 30 minutes de prolongations en cas d'égalité. - Tirs au but si l'égalité persiste. - Sept remplaçants. - Trois remplacements possibles. |

## Synthèse

### Nombre d'équipes par division et par tour
| Divisions / Manches                                  | 7e tour (86 rencontres) | 8e tour (43 rencontres) | +   | Trente-deuxièmes de finale | Seizièmes de finale | Huitièmes de finale | Quarts de finale | Demi- finales | Finale |
| ---------------------------------------------------- | ----------------------- | ----------------------- | --- | -------------------------- | ------------------- | ------------------- | ---------------- | ------------- | ------ |
| Ligue 1 20 clubs                                     |                         |                         | +20 | 20                         | 15                  | 9                   | 7                | 3             | 2      |
| Ligue 2 20 clubs                                     | 19                      | 12                      | +1  | 10                         | 6                   | 3                   |                  |               |        |
| National 20 clubs                                    | 14                      | 9                       |     | 7                          | 3                   | 2                   |                  |               |        |
| CFA 54 clubs (hors réserves)                         | 29                      | 24                      | 11  | 6                          | 2                   | 1                   | 1                |               |        |
| CFA2 95 clubs (hors réserves)                        | 26                      | 14                      | 7   | 2                          |                     |                     |                  |               |        |
| Divisions d'Honneur Élites régionales hors outre-mer | 35                      | 16                      | 5   |                            |                     |                     |                  |               |        |
| Autres divisions dont Outre-mer                      | 49                      | 11                      | 4   |                            |                     |                     |                  |               |        |
| Total                                                | 172                     | 86                      | +21 | 64                         | 32                  | 16                  | 8                | 4             | 2      |

### Le parcours des clubs professionnels
- Les clubs de Ligue 2 font leur entrée dans la compétition lors du septième tour .

- Les clubs de Ligue 1 font leur entrée dans la compétition lors des trente-deuxième de finale.

| Club (L1)              | Saison précédente | Saison 2009-2010                     |
| ---------------------- | ----------------- | ------------------------------------ |
| Girondins de Bordeaux  | 1/32 de finale    | 1/8 c. AS Monaco (Ligue 1)           |
| Olympique de Marseille | 1/16 de finale    | 1/16 c. RC Lens (Ligue 1)            |
| Olympique lyonnais     | 1/8 de finale     | 1/16 c. AS Monaco (Ligue 1)          |
| Toulouse FC            | Demi-finale       | 1/16 c. Stade brestois (Ligue 2)     |
| Lille OSC              | 1/4 de finale     | 1/32 c. Colmar (CFA, div. 4)         |
| Paris SG               | 1/8 de finale     | Vainqueur c. AS Monaco (Ligue 1)     |
| Stade rennais          | Finale            | 1/8 c. US Quevilly (CFA, div. 4)     |
| AJ Auxerre             | 1/32 de finale    | 1/4 c. Paris SG (Ligue 1)            |
| OGC Nice               | 1/16 de finale    | 1/32 c. Plabennec (National, div. 3) |
| FC Lorient             | 1/8 de finale     | 1/32 c. AS Saint-Étienne (Ligue 1)   |
| AS Monaco              | 1/4 de finale     | Finale c. Paris SG (ligue 1)         |
| Valenciennes FC        | 1/32 de finale    | 1/32 c. Le Mans UC (Ligue 1)         |
| Grenoble Foot 38       | Demi-finale       | 1/16 c. Vannes OC (Ligue 2)          |
| FC Sochaux             | 1/32 de finale    | 1/4 c. AS Monaco (Ligue 1)           |
| AS Nancy-Lorraine      | 1/32de finale     | 1/16 c. Plabennec (National, div. 3) |
| Le Mans UC             | 1/8 de finale     | 1/16 c. FC Sochaux (Ligue 1)         |
| AS Saint-Étienne       | 1/16 de finale    | 1/4 c. RC Lens (Ligue 1)             |
| Racing Club de Lens    | 7e tour           | Demi-finale c. AS Monaco (Ligue 1)   |
| Montpellier HSC        | 1/32 de finale    | 1/32 c. Grenoble Foot (Ligue 1)      |
| US Boulogne            | 1/8 de finale     | 1/4 c. US Quevilly (CFA, div. 4)     |

| Club (L2)        | Saison précédente | Saison 2009-2010                        |
| ---------------- | ----------------- | --------------------------------------- |
| SM Caen          | 1/16 de finale    | 1/32 c. Stade rennais (Ligue 1)         |
| FC Nantes        | 1/32 de finale    | 7e tour c. US Concarneau (CFA2, div. 5) |
| Le Havre AC      | 1/16 de finale    | 7e tour c. Avion (CFA2, div. 5)         |
| RC Strasbourg    | 8e tour           | 1/32 c. Olympique lyonnais (Ligue 1)    |
| FC Metz          | 7e tour           | 8e tour c. Colmar (CFA, div. 4)         |
| Tours FC         | 1/16 de finale    | 1/32 c. AS Monaco (Ligue 1)             |
| SCO Angers       | 8e tour           | 1/16 c. US Quevilly (CFA, div. 4)       |
| Dijon FCO        | 1/8 de finale     | 8e tour c. Versailles (DHR, div. 8)     |
| CS Sedan         | 1/4 de finale     | 1/16 c. AJ Auxerre (Ligue 1)            |
| Vannes OC        | 1/16 de finale    | 1/8 c. AS Saint-Étienne (Ligue 1)       |
| SC Bastia        | 8e tour           | 7e tour c. Marignane (CFA, div. 4)      |
| Clermont Foot    | 1/32 de finale    | 7e tour c. Yzeure (CFA, div. 4)         |
| EA Guingamp      | Vainqueur         | 1/8 c. US Boulogne (Ligue 1)            |
| Stade brestois   | 1/16 de finale    | 1/8 c. RC Lens (Ligue 1)                |
| LB Châteauroux   | 1/32 de finale    | 7e tour c. Saumur (CFA2, div. 5)        |
| AC Ajaccio       | 1/8 de finale     | 1/16 c. Girondins de Bordeaux (Ligue 1) |
| Nîmes Olympique  | 8e tour           | 8e tour c. Pau (CFA, div. 4)            |
| FC Istres        | 6e tour           | 7e tour c. Nîmes (Ligue 2)              |
| Stade lavallois  | 6e tour           | 1/32 c. Vesoul HSF (CFA, div. 4)        |
| AC Arles-Avignon | 6e tour           | 7e tour c. Luzenac (National, div. 3)   |